# Albertus Petrus Johannes Marie Lempers

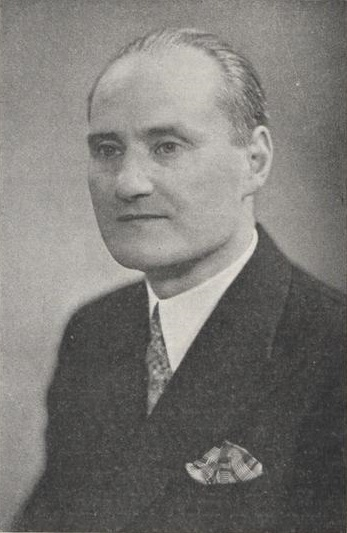
Burgemeester A.P.J.M. Lempers

Albertus Petrus Johannes Marie Lempers (Den Haag, 28 maart 1898 – Kerkrade, 23 maart 1951) was een Nederlands politicus. 
Hij werd geboren als zoon van Louis Johannes Cornelis Lempers (1870-1951; banketbakker) en Elisabeth Johanna Catharina Adriana Jacoba Duijnstee (1871-1956). Hij is in 1925 afgestudeerd in de rechten aan de Rijksuniversiteit Leiden waarna hij volontair werd bij het secretariaat van de Nederlandse R.K. Boeren en Tuindersbond. Vanaf 1926 was Lempers rechtskundig ambtenaar bij de Kamer van Koophandel en Fabrieken in Den Haag. Twee jaar later ging hij werken bij de gemeente Heerlen waar hij hoofd werd van de afdeling Algemene Zaken en secretaris van het kabinet van de burgemeester. Lempers werd in 1934 benoemd tot burgemeester van Schaesberg. Hij behoorde tot de Indische gijzelaars die in oktober 1940 in het concentratiekamp Buchenwald werden opgesloten maar kwam al vrij snel weer vrij. In 1941 was hij een van de dertien Limburgse burgemeesters die ontslag namen na een vergadering met Commissaris der Provincie De Marchant et d'Ansembourg waar werd aangegeven dat de burgemeesters het gedachtegoed van de NSB moesten uitdragen. Schaesberg kreeg een NSB'er als burgemeester en Lempers werd actief als diocesaan leider van de Katholieke Actie in Meerssen. Na de bevrijding in 1944 werd hij weer burgemeester van Schaesberg en in 1946 volgde zijn benoeming tot burgemeester van Brunssum. Lempers werd twee jaar later benoemd tot burgemeester van Kerkrade. In 1951 werd hij na een hartaanval opgenomen in het St. Josepziekenhuis in Kerkrade waar hij twee weken later op 52-jarige leeftijd overleed.
In Kerkrade is naar hem de 'Lempersstraat' vernoemd.